# GōGō Sentai Bōkenger
GōGō Sentai Bōkenger (轟轟戦隊ボウケンジャー Gōgō Sentai Bōkenjā?) (traducido como Escuadrón Ruidoso Bōkenger) es la 30.ª temporada de la franquicia Super Sentai Series, producida por Toei Company y emitida en TV Asahi del 19 de febrero de 2006 al 11 de febrero de 2007, constando de 49 episodios. Fue la primera temporada rodada en 16:9 y en alta definición y con ella se celebraron las 30 temporadas de Super Sentai recordando a todos los equipos de los 30 años anteriores.

## Argumento
Por el mundo han comenzado a aparecer poderosas reliquias conocidas como Precious, artefactos provenientes de la mayoría de civilizaciones antiguas cuyo poder sobrepasa a la tecnología moderna. Sin embargo, los variados Negative Syndicates que existen por el mundo quieren hacerse con ellos para utilizarlos con propósito maligno. Para asegurarse de que los Precious no caigan en sus manos, la Search Guard Succesor Foundation, o Fundación SGS, ha creado su propio equipo de operaciones especiales, los Bōkenger, para luchar y recoger y sellar algunos de los Precious más peligrosos.

## Personajes

### Bōkenger
Los Bōkengers tienen sede en las oficinas de SGS, una organización que busca los objetos "Precious", considerados aún más valiosos que el tesoro más estimado. Son ayudados por Zubaan. El lema del equipo es "¡Espíritus Bōken sin fin!".
- Satoru Akashi (明石 暁 Akashi Satoru?)/Bouken Red (ボウケンレッド Bōken Reddo?): Era un entusiasta caza-tesoros conocido como el "Colmillo Inmortal". Las trágicas muertes de sus compañeros Kyōko y Masaki en una trampa le hicieron retirarse, pero SGS le contrató. Con una fachada calmada, el interior de Satoru esconde en realidad una gran impulsividad. Es el líder de los Bōkenger; sus compañeros le llaman casi siempre "Chief", "Jefe", y cuando da una orden a su equipo, suele finalizar con la frase "Attack!", chasqueando los dedos. Se refiere a los demás Bōkengers por sus respectivos colores, algo que a Masumi le pone de los nervios. También se muestra aparentemente desconocedor de la evidente atracción de Sakura hacia él.
- Masumi Inō (伊能 真墨 Inō Masumi?)/Bouken Black (ボウケンブラック Bōken Burakku?): Es un inadaptado social, capaz de obtener el título de caza-tesoros gracias a su habilidad registrando ruinas y excavaciones, pero no es tan bueno como Satoru. Cuando era pequeño, Yaiba mató a su grupo de excavación, y Masumi estuvo en busca de venganza desde entonces. Es un miembro novato en el equipo junto con Natsuki, a quien encontró hace años atrapada bajo una roca y con amnesia. Actúa con ella como un hermano, pero pronto se muestra visiblemente celoso cuando se da cuenta de que Natsuki se va acercando cada vez más a Satoru y Sōta. Odia que Satoru se refiera a él por su color, y prefiere llamar a todo el mundo por su nombre. En cierto punto admite su afecto hacia Natsuki, pero solo porque es "bonita". Muestra un disgusto hacia los guisantes, ya que siempre aparece quitándolos del plato cuando comen arroz frito.
- Sōta Mogami (最上 蒼太 Mogami Sōta?)/Bouken Blue (ボウケンブルー Bōken Burū?): Es un antiguo agente secreto, un ex-espía, experto en información del equipo, así como en computadoras y tecnología digital. Es un poco presumido, pero de carácter abierto y alegre. Se enroló en la SGS porque en su pasado como espía hizo daño a muchas personas, y además de redimirse, quería experimentar la sensación reconfortante de vivir aventuras haciendo el bien, en lugar de por beneficio personal o privado de otros.
- Natsuki Mamiya (間宮 菜月 Mamiya Natsuki?)/Bouken Yellow (ボウケンイエロー Tsuyoki Bōkensha Bōken Ierō?): Está completamente ligada a Masumi, a quien conoció hace tiempo cuando estaba atrapada bajo una roca en unas ruinas. El peso de esa roca le provocó una amnesia, haciendo que no recordara ni siquiera su nombre y cómo llegó allí (el nombre Natsuki es un nombre inventado). Es una chica muy ingenua, lo que la hace parecer una cabeza hueca y una boba. Suele hablar de sí misma en tercera persona, y al parecer, puede ver el futuro inmediato. Al principio, Sakura no se fiaba de ella, creyendo que era una espía de algún Negative, lo que hirió sus sentimientos tanto que pensó en dejar el equipo al sentirse inútil para ellos. Pero finalmente los demás, incluida Sakura, la convencieron para que se quedara cuando ella les contó que tenía una pulsera extraña desde el momento en que la encontró Masumi, y que se enroló en los Bōkenger para intentar conseguir información sobre esa pulsera, y así conocer su verdadero pasado. En el episodio 33 de la serie, se revela que es la última sobreviviente de la civilización de Lemuria, así como la princesa Lilina de Lemuria
- Sakura Nishihori (西堀 さくら Nishihori Sakura?)/Bouken Pink (ボウケンピンク Fukaki Bōkensha Bōken Pinku?): Es la subjefa del equipo, y una antigua oficial del ejército japonés. Fue educada en la élite del combate, y tiende a ser mandona a veces. También se le da bien manejar maquinaria, disparar, y lo militar. Suele aparecer la seria y juiciosa del equipo, y rara vez sonríe. Pronto hace buenas migas con Natsuki y aprende a confiar en ella, a diferencia de al principio, cuando la amenazó con una espada creyendo que era parte de algún Negative. Es muy leal a la SGS, y se guarda sus sentimientos hacia Satoru para ella. Sōta y ella suelen rivalizar frecuentemente con Shizuka.
- Eiji Takaoka (高丘 映士 Takaoka Eiji?)/Bouken Silver (ボウケンシルバー Mabayuki Bōkensha Bōken Shirubā?): Es descendiente del Clan Takaoka, los responsables de sellar a la Tribu Ashu, una raza de demonios, en el Mundo de los Demonios usando el "Espejo de Demonios". Aparece como un monje guerrero que persigue a los restos de la Tribu Ashu, y que tiene extraños poderes. Distante y un poco arrogante, para él los Precious son de poco valor. Todo lo que le preocupa es la Tribu Ashu. Y es está actitud la que le lleva a tener fricciones con otros, especialmente con Eiji. Además, el padre de Eiji, Karato, tuvo su historia con los Ashu, y fue asesinado por Gai, lo que es causa de la agresividad de Eiji hacia ellos, así como el hecho de que su propia madre Kei era también una Ashu, lo que convierte a Eiji en un hanyō, que piensa que su nacimiento fue una excusa para continuar la línea de sangre de los Ashu. AL principio llevaba el shakujo de Karato, lo que le permitía destruir las almas de los Ashu. Pero Gai, convertido en Quester, lo destruyó. Esto provocó que la sangre Ashu de Eiji retenida por el shakujo resurgiera y estuviera a punto de dominarle, hasta que la SGS creó el Saga Sniper para reemplazar el shakujo, junto con un GōGō Changer, que le permitió transformarse en Bouken Silver.

### Aliados
- Morio Makino (牧野 森男 Makino Morio?): Es el mecánico de los Bōkenger en su taller situado cerca del hangar de los GōGō Vehicles, donde se desarrolla el equipamiento y las armas. Su sueño es probar la existencia de la mítica Atlántida. Como se muestra por sus frecuentes comentarios sobre el equipo que no se ha probado, es una persona muy metódica. Llegó a pasar tres días despierto trabajando en el GōGō Jet, hasta que Masumi y Natsuki tuvieron que obligarle a dormir.
- Mister Voice (ミスター・ボイス Misutā Boisu?): Es el líder de los Bōkenger. Aparece ante ellos en una pantalla en la base como un gráfico generado por ordenador, en forma de cono de color blanco (a veces rojo cuando se enfada), con una cara con bigote y dos bracitos como garabatos. Es quien le asigna las misiones al equipo, y ellos pueden contactar con él para buscar un apoyo. Siempre es estricto con los Bōkenger, asegurándose de que no desobedezcan sus órdenes, aunque muchas veces le desobedecen de todas formas.
- DaiKenjin Zubān (大剣人ズバーン Daikenjin Zubān?): Es en realidad un Precious llamado la Espada Dorada, que estaba en las ruinas de Lemuria. Cuando se gira el sello de su espada, se transforma en un luchador de tamaño humano, que puede vivir con los Bōkenger en la base. También tiene la habilidad de crecer a tamaño gigante para luchar junto a DaiBouken.

### Arsenal
- Accellular (アクセルラー Akuserurā?): Son los dispositivos de transformación de los Bōkenger, unos teléfonos móviles que se guardan en unos bolsillos en los hombros de sus uniformes, y que sirven también como escáneres para identificar Precious y su nivel de Hazard. Sirven también para llamar a los GōGō Vehicles, y también tienen función de cámara de fotos.
- Survi-Busters (サバイバスター Sabaibasutā?): Las armas de fuego básicas, que también pueden adoptar formas de espada conocidas como Survi-Blades (サバイブレード Sabaiburēdo?).
- Scope Shots (スコープショット Sukōpu Shotto?): Una especie de "navaja multiusos". Además de ser un cuchillo, puede disparar herramientas de supervivencia como ganchos, imanes, bengalas de emergencia, un pequeño paracaídas, Bouken Chips (que pueden contener mensajes que solo otros Bōkenger con sus Accellular pueden descodificar) y también sirven como telescopios. Pueden combinarse con los Survi-Buster para formar los Survi-Buster Sniper Mode (サバイバスター・スナイパーモード Sabaibasutā Sunaipā Mōdo?), con ataques definitivos contra los monstruos.
- Bouken Arms (ボウケンアームズ Bōken Āmuzu?): Son las herramientas de los Bōkenger, recuerdan a piezas de automóviles, y se usan a modo de armas personales.
  - Bouken Bō (ボウケンボー Bōken Bō?): La herramienta de Bouken Red, que recuerda a la suspensión de ballesta de un camión, y que se usa a modo de tridente.
  - Radial Hammer (ラジアルハンマー Rajiaru Hanmā?): La herramienta de Bouken Black, que recuerda a un eje de transmisión, y que se usa como una maza.
  - Blow Knuckle (ブロウナックル Burō Nakkuru?): La herramienta de Bouken Blue, que recuerda una turbina jet, y que se usa a modo de puño de acero, con unas cuchillas giratorias que pueden provocar remolinos de aire.
  - Bucket Scoopers (バケットスクーパー Baketto Sukūpā?): La herramienta de Bouken Yellow, que recuerda las palas de un bulldozer, y se usan como refuerzo para los puños.
  - Hydro Shooter (ハイドロシューター Haidoro Shūtā?): La herramienta de Bouken Pink, que recuerda al GōGō Marine, y que dispara chorros de agua.
- Accel Tector (アクセルテクター Akuseru Tekutā?): Una armadura especial que cubre a los Bōkenger cuando la necesitan, una especie de coraza pequeña, azul y redonda con el logo de Bōkenger. Su propósito principal es minimizar el daño por el retroceso del Dual Crasher, pero también puede potenciar los Bouken Arms y usarse en batalla como protección adicional. Al principio la usaba solo Bouken Red, pero después la empezaron a emplear los otro cuatro Bōkenger principales.
- Dual Crusher (デュアルクラッシャー Dyuaru Kurashā?): Un arma que se usa en combinación con el Accel Tector. Tiene dos cabezas:
  - Mixer Head (ミキサーヘッド Mikisā Heddo?): Inmoviliza al enemigo encerrándolo en "Hyper Concrete (ハイパーコンクリート Haipā Konkurīto?)" ("Hiper Cemento").
  - Drill Head (ドリルヘッド Doriru Heddo?): Atraviesa al enemigo inmovilizado con un taladro, en el ataque Combination Crush. Para que tenga la máxima efectividad, deben estar presentes los cinco Bōkenger, aunque se puede utilizar también cuando falta alguien, pero no tendrá la misma potencia.
- GōGō Changer (ゴーゴーチェンジャー GōGō Chenjā?): El brazalete de transformación de Bouken Silver. Puede llamar a los diez GōGō Vehícules principales como los otros Accellulars, pero solo Bouken Silver puede invocar a los vehículos 11, 12 y 13.
- Sagasniper (サガスナイパー Sagasunaipā?): El arma de Bouken Silver. Tiene tres modos: Sagasnaper para combate a distancia, Sagaspear (サガスピア Sagasupia?) para combate cuerpo a cuerpo, y el detector de metales Sagasu Mode (サガスモード Sagasu Mōdo?).

### Mechas
Los mechas de los Bōkenger se denominan los GōGō Vehicles (ゴーゴービークル Gōgō Bīkuru?). Cada uno de ellos se pilota con los Bouken Drivers (ボウケンドライバー Bōken Doraibā?), unas carcasas que tienen los mandos plegables, un volante y un joystick a cada lado. Los GōGō Gattai Machines son vehículos adicionales que sirven como potenciadores de los robots principales.
- DaiBouken (ダイボウケン DaiBōken?): Es la combinación de los cinco GōGō Vehicles principales. También tiene una formación GōGō Trailer (ゴーゴートレーラー GōGō Torērā?)
  - GōGō Dump (ゴーゴーダンプ Gōgō Danpu?): Lo pilota Bouken Red, y es un autovolquete. El contenedor se puede separar en dos brazos manipuladores. Forma la cabeza, tronco y piernas de DaiBouken, Super DaiBouken y UltimateBouken, y el tráiler de GōGō Trailer.
  - GōGō Formula (ゴーゴーフォーミュラ Gōgō Fōmyura?): Lo pilota Bouken Black, y es un coche de carreras. El parachoques frontal tiene un lanzamisiles incorporado. Forma el pecho de DaiBouken, la espalda de Super y Ultimate DaiBouken, y las ruedas del tractor de GōGō Trailer.
  - GōGō Gyro (ゴーゴージャイロ Gōgō Jairo?): Lo pilota Bouken Blue, y es un Autogiro. Tiene cables con la fuerza suficiente para levantar el GōGō Marine. Además, el Gyro en realidad son dos vehículos combinados. La parte que forma el casco de Dai Bouken es un vehículo de exploración llamado Met Lander (メットランダー Metto Randā?). El conjunto forma la espalda y casco de DaiBouken, la columna de Super Dai Bouken, el abdomen de Ultimate DaiBouken, y la cabina del GōGō Trailer.
  - GōGō Dozer (ゴーゴードーザー GōGō Dōzā?): Lo pilota Bouken Yellow, y es un bulldozer. Forma el brazo derecho de DaiBouken, pero se coloca en detrás de la pierna izquierda cuando se hace alguna combinación de mejora, y se coloca en la pierna derecha de Super y Ultimate DaiBouken. Forma la parte derecha del GōGō Trailer.
  - GōGō Marine (Diver) (ゴーゴーマリン(ダイバー) Gōgō Marin (Daibā)?): Lo pilota Bouken Pink, y es un submarino. Tiene una pinza a cada lado que le permite manipular estructuras. Forma el brazo izquierdo de DaiBouken, pero se coloca detrás de la pierna derecha en una combinación de mejora, y se coloca en la pierna derecha de Super y Ultimate Dai Bouken. Forma la parte izquierda del GōGō Trailer.
- GōGō Drill (ゴーゴードリル Gōgō Doriru?): Tiene tres taladros giratorios en la punta, y forma varias combinaciones de mejora haciendo las veces de brazo derecho con poder taladrador. Normalmente lo pilota Bouken Yellow, aunque la primera vez lo pilotó Bouken Red.
- GōGō Shovel (ゴーゴーショベル Gōgō Shoberu?): Tiene una pala plegable. Forma un brazo izquierdo en varias combinaciones de mejora, y suele pilotarlo Bouken Pink.
- GōGō Mixer (ゴーゴーミキサー GōGō Mikisā?): Es una hormigonera, que tiene un cañón incorporado en su unidad mezcladora. Forma un brazo izquierdo en combinaciones de mejora, y suele pilotarlo Bouken Blue.
- GōGō Crane (ゴーゴークレーン Gōgō Kurēn?): Una grúa con dos brazos con ganchos. Forma el pie izquierdo y en varias combinaciones de mejora. Suele pilotarlo Bouken Black.
- Super DaiBouken (スーパーダイボウケン Sūpā DaiBōken?): Es la combinación de las nueve primeras GōGō Machines.
- DaiTanken (ダイタンケン DaiTanken?): Es la combinación de las GōGō Machines 6 a 10.
  - GōGō Jet (ゴーゴージェット Gōgō Jetto?): Se trata de un avión que suele mantenerse guardado a menos que se le necesite. Puede servir como vehículo de exploración y para transportar otros mechas. Lo pilota Bouken Red.
- Ultimate DaiBouken (アルティメットダイボウケン Arutimetto DaiBōken?): Es el fruto de la combinación de DaiBouken y DaiTanken.
- Siren Builder (サイレンビルダー Sairen Birudā?): Es la combinación de los tres vehículos de Bouken Silver. Puede plegarse y desplegarse a voluntad para esquivar ataques o realizar grandes saltos.
  - GōGō Fire (ゴーゴーファイヤー GōGō Faiyā?): Forma la cabeza, torso y piernas de Siren Builder, y está diseñado como un camión de bomberos. Puede disparar chorros de agua por sus dos cañones gemelos. Lo pilota Bouken Silver.
  - GōGō Aider (ゴーゴーエイダー GōGō Eidā?): Forma el brazo izquierdo de Siren Builder, y está diseñado como una ambulancia. Bouken Silver lo controla remotamente con el GōGō Changer. Puede volar y está armado con dos cañones en el parachoques.
  - GōGō Police (ゴーゴーポリス Gōgō Porisu?): Forma el brazo derecho de Siren Builder, y está diseñado como un coche de policía. Al igual que GōGō Aider, Bouken Silver lo controla remotamente con el GōGō CHanger, y puede volar. Puede lanzar rayos de energía para atacar.
- DaiVoyager (ダイボイジャー DaiBoijā?): Es el cuarto mecha de los Bōkenger, formado a partir de las GōGō Machines 14 a 18. Es el más fuerte de todos, 1,4 veces más grande que DaiBouken, y como este con una forma tráiler, GōGō Voyager (ゴーゴーボイジャー GōGō Boijā?).
  - GōGō Commander (ゴーゴーコマンダー Gōgō Komandā?): Es un vehículo aéreo de reconocimiento que pilota Bouken Red y que se convierte en la cabeza de DaiVoyager. Recopila y analiza información de la batalla para el resto del equipo, y también puede volar automáticamente, controlado desde la cabina del GōGō Commander.
  - GōGō Carrier (ゴーゴーキャリアー Gōgō Kyariā?): Es un vehículo de transporte, con blindaje pesado, que pilota Bouken Black, y que se convierte en el tronco y piernas de DaiVoyager. Se usa para transportar Precious peligrosos y mateiral para el equipo.
  - GōGō Fighter (ゴーゴーファイター Gōgō Faitā?): Es un avión de combate de alta maniobrabilidad que pilota Bouken Blue y que se convierte en los hombres de DaiVoyager.
  - GōGō Attacker (ゴーゴーアタッカー Gōgō Atakkā?): Es un vehículo bombardero que pilota Bouken Yellow y que se convierte en el pecho de DaiVoyager.
  - GōGō Roader (ゴーゴーローダー GōGō Rōdā?): Es una apisonadora que pilota Bouken Pink y que forma los brazos de DaiVoyager. Sirve para aplanar terrenos peligrosos.
- Voyager DaiBouken (ボイジャーダイボウケン Boijā DaiBōken?): Se forma cuando DaiBouken monta en el GōGō Voyager.

### Negative Syndicates
Por primera vez en la franquicia Super Sentai, existen varios grupos de villanos que atacan de forma independiente a los protagonistas y que solo colaboran entre sí de forma ocasional y siempre buscando su propio beneficio personal respecto al resto de villanos, a veces luchando entre ellos mismos. En Bōkenger, un "Negative Syndicate" (ネガティブシンジケート Negatibu Shinjikēto?) es cualquiera de las organizaciones que buscan Precious en la serie. Este nombre se lo da la SGS, ya que los Negative los buscan por razones egoístas o para intentar conquistar el mundo. 
- Civilización Gōdomu (ゴードム文明 Gōdomu Bunmei?): Es una misteriosa civilización que gobernó el mar hace 40.000 años, y que adora al Dios de la Destrucción Gōdomu (破壊神ゴードム Hakaishin Gōdomu?), que llegó del espacio exterior. Con los órganos (el corazón y el cerebro) de Gōdomu, ambos Precious, como su fuente de poder submarina, Los Gōdomu gobernaron el mundo como "dioses" hasta que les sellaron en el fondo del mar aquellos que temían su poder. Sin embargo, Masuki y Natsuki rompieron accidentalmente el sello, y su único superviviente, Gaja, despertó de la animación suspendida en que se encontraba. Además de sus poderes mágicos, tienen altos conocimientos tecnológicos para crear dispositivos.
  - Sumo Sacerdote Gaja (大神官ガジャ Daishinkan Gaja?): Es el último superviviente de la civilización Gōdomu, autoproclamado el avatar de Gōdomu en persona. Se encontraba en animación suspendida en forma de estatua de piedra hasta que se rompió el sello. Al parecer, su mano izquierda sigue siendo de piedra, y puede invocar Curse a partir de piedras. Es rival de Ryūōn desde el momento en que se conocen, aunque también ha tenido alianzas con él, y también con Dark Shadow, cuando a alguno de ellos les ha convenido.
  - Combatientes Curse (戦闘員カース Sentōin Kāsu?): Son los soldados de campo de Gaja, unos golems invocados a partir de rocas. Llevan antorchas que se pueden convertir en hoces y tienen un alto poder autocurativo, que sin embargo no les protege de los ataques más potentes. Dark Shadow también utiliza Curse ocasionalmente.
- Clan Jaryū (ジャリュウ一族 Jaryū Ichizoku?): Es una raza de reptiles humanoides resultado de la manipulación genética de ADN de dinosaurio, pero sus orígenes están ligados a la antigua civilización de Lemuria, de la que se dice que es la primera civilización que existió en un antiguo continente perdido, y que dominaba la investigación genética. El propósito del clan es devolver la Tierra a la era de los dinosaurios y exterminar a toda la humanidad, y gobernar el mundo con el poder de los Precious, porque piensan que, con sus genes de dinosaurio, son los verdaderos herederos de la Tierra.
  - Rey Creador Ryūōn (創造王リュウオーン Sōzōō Ryūōn?): Es el jefe y creador de los Jaryū, y rival directo de Bouken Red. Tiene una capacidad milagrosa de autocuración, que le permite incluso resucitar indefinidamente cuando es aparentemente destruido, lo que ocurre varias veces. Lleva dos espadas y una pistola que puede usar para hacer crecer a sus huestes. No se lleva nada bien con Gaja, aunque a veces colaboran cuando se trata de atacar al enemigo común, los Bōkenger.
  - Soldados Dragonoides Jaryū (竜人兵ジャリュウ Ryūjinhei Jaryū?): Son unos guerreros humanoides similares a dragones que sirven como soldados de campo de Ryūōn, quien los crea a partir de su propia sangre y maquinaria. Llevan espadas y pueden invocar cientos de lagartos rojos venenosos a partir de sus cuerpos. Son de número más reducido que los Curse, pero más poderosos. También pueden hablar.
- Dark Shadow (ダークシャドウ Dāku Shadō?): Es un grupo de asesinos sigilosos descendientes de la orden ninja llamada la Sociedad de las Sombras (影の衆 Kage no Shū?). Son expertos en espionaje y desean hacerse con los Precious para venderlos al mejor postor. No tienen soldados de campo propios, pero suelen utilizar los Curse en varias ocasiones.
  - Gekkō de las Ilusiones (幻のゲッコウ Maboroshi no Gekkō?): Es el líder de Dark Shadow, con apariencia de búho sabio. Tiene la habilidad de crear y hacer crecer Tsukumogami a partir de sutras, que también puede usar para hablar a distancia, a modo de walkie-talkies.
  - Yaiba de la Oscuridad (闇のヤイバ Yami no Yaiba?): Piensa que la oscuridad es la fuerza más grande de la existencia. Usa dos espadas ninja que se pueden combinar en un naginata de doble hoja. Aunque lleva una máscara, la abre para mostrar un rostro monstruoso cuando está a punto de matar.
  - Shizuka del Viento (風のシズカ Kaze no Shizuka?): Es una kunoichi que lucha con un par de kunai. Suele hablar de sí misma en tercera persona, como Natsuki. Es muy infantil, grosera e inepta, pero también violenta y engañosa, y la mayor parte del tiempo usa disfraces para encontrar cualquier Precious, pero los Bōkenger suelen pillarla casi siempre. Es la portavoz de Dark Shadow, y a veces organiza encuentros para obtener Precious de compañías que no los conocen, así como para realizar ventas.
- Tribu Ashu (アシュ族 Ashu Zoku?)/Questers (クエスター Kuesutā?): Al parecer es una rama desconocida de la evolución homínida distinta de la rama que llevó al hombre. Cada Ashu tiene una concentración de fuerza vital, llámese "alma", que le da unas habilidades de lucha particulares. Temidos y perseguidos en la antigüedad como demonios por su apariencia de gárgolas felinas, finalmente fueron sellados en otra dimensión usando el "Espejo de los 100 Demonios". Según Mr. Voice, el que los humanos vieran a los Ashu fue lo que inspiró las variadas mitologías sobre monstruos. Aparecieron por primera vez cuando intentaron hacerse con el Espejo para liberar a sus congéneres,  Eiji ya luchaba contra los Ashu antes de unirse a la SGS.
  - Demonio Furioso Gai (怒りの鬼神ガイ Ikari no Kishin Ga?): Es un demonio similar a un león chino que puede conjurar un arma bazooka. Es un demonio salvaje y temerario al que le encanta destruir, y a quien la visión del sufrimiento de otros le provoca risa. Es enemigo acérrimo de Bouken Silver, ya que fue él quien le dijo en el pasado cuando Eiji era pequeño que era en parte Ashu, y que su madre era Ashu también, y además mató al padre de Eiji cuando intentaba evitar que el lado Ashu de Eiji le dominara.
  - Gran Bestia Lei (大いなる獣レイ Ōinaru Kemono Rei?): Es el más diabólico de los Ashu. Gai y Hyōga le liberaron del Espejo de los 100 Demonios usando la sangre de Natsuki como sacrificio. Con apariencia de tigre demoníaco, es un demonio tranquilo, pero perverso y calculador, al que le encanta hacer sufrir a la gente. Tiene poder sobre el fuego y puede exhalar una niebla provocadora de ilusiones que se alimenta de la duda en sí mismos de sus víctimas.
  - Hyōga (ヒョウガ Hyōga?): Un Ashu azul y negro con un cuerno grande y helado parecido a una corona que puede usar para disparar rayos. Junto con Gai, secuestró a Natsuki Mamiya y usó su sangre para liberar a Lei del Espejo de los 100 Demonios. Él es inmensamente leal a sus compañeros Ashu. Además de ser el primero en luchar contra los Bōkengers

## Episodios
Los episodios en esta temporada se llaman "Tareas", muchos de los títulos contienen el nombre de un artefacto o elemento que es el foco del episodio.
1. El corazón del demonio (魔神の心臓 Majin no Shinzō?)
2. La cola de dragón (竜の略奪者 Ryū no Ryakudatsusha?)
3. La espada de un campeón (覇者の剣 Hasha no Tsurugi?)
4. Vehículos perdidos (失われたビークル Ushinawareta Bīkuru?)
5. La perla imperial (帝国の真珠 Teikoku no Shinju?)
6. La niebla maldita (呪いの霧 Noroi no Kiri?)
7. La escama de salamandra (火竜（サラマンダー）のウロコ Saramandā no Uroko?)
8. El tesoro de la Atlántida (アトランティスの秘宝 Atorantisu no Hihō?)
9. El ninja de la grulla de papel (折鶴の忍者 Orizuru no Ninja?)
10. Bouken Red perdido (消えたボウケンレッド Kieta Bōken Reddo?)
11. Confrontación en la isla (孤島の決戦 Kotō no Kessen?)
12. La flauta de Hamelín (ハーメルンの笛 Hāmerun no Fue?)
13. El tesoro de la princesa Kaguya (かぐや姫の宝 Kaguya-hime no Takara?)
14. El pasado revivido (甦る過去 Yomigaeru Kako?)
15. La capital del agua (水の都 Mizu no Miyako?)
16. El cristal de agua (水のクリスタル Mizu no Kurisutaru?)
17. El espejo Ashu (アシュの鏡 Ashu no Kagami?)
18. El hombre que vivió (生きていた男 Ikiteita Otoko?)
19. El aventurero deslumbrante (眩き冒険者 Mabayuki Bōkensha?)
20. Un nuevo gigante (新たなる巨人 Aratanaru Kyojin?)
21. El mazo de Kozuchi (打出の小槌 Uchide no Kozuchi?)
22. El anillo de Salomón (ソロモンの指輪 Soromon no Yubiwa?)
23. Compañero peligroso (あぶない相棒 Abunai Aibō?)
24. El tambor de Hatsune (初音の鼓 Hatsune no Tsuzumi?)
25. Fruta cruda (禁断の果実 Kindan no Kajitsu?)
26. La zapatilla de cristal (ガラスの靴 Garasu no Kutsu?)
27. La trampa Feng-Shui (風水占いの罠 Fūsui Uranai no Wana?)
28. La armadura legendaria (伝説の鎧 Densetsu no Yoroi?)
29. La espada dorada (黄金の剣 Ōgon no Ken?)
30. La ira del Majin dorado (怒りの黄金魔人 Ikari no Ōgon Majin?)
31. La llama del reino en ruinas (亡国の炎 Bōkoku no Honō?)
32. El secreto de la escuela de aventureros (ボウケン学校の秘密 Bōken Gakkō no Himitsu?)
33. El sol de Lemuria (レムリアの太陽 Remuria no Taiyō?)
34. Recuerdos distantes (遼かなる記憶 Harukanaru Kioku?)
35. La cabeza de los dioses (神の頭 Kami no Kashira?)
36. El Kanabō de Oni (鬼の金棒 Oni no Kanabō?)
37. Nostalgia del mundo del espectáculo (憧れの芸能界 Akogare no Geinō-kai?)
38. La tela del arcoíris (虹の反物 Niji no Tanmono?)
39. La piedra de Prometeo (プロメテウスの石 Purometeusu no Ishi?)
40. El Ashu del oeste (西のアシュ Nishi no Ashu?)
41. La vasija de Mercurius (メルクリウスの器 Merukuriusu no Utsuwa?)
42. La edad de los Questers (クエスターの時代 Kuesutā no Jidai?)
43. Un peligroso regalo de Navidad (危険な贈物（クリスマスプレゼント） Kiken na Kurisumasu Purezento?)
44. Los baños termales del ermitaño (仙人の温泉 Sennin no Onsen?)
45. El peor Jakuryū (最凶の邪悪竜 Saikyō no Jaakuryū?)
46. Despierta la oscuridad (目覚めた闇 Mezameta Yami?)
47. La caja de la desesperación (絶望の函 Zetsubō no Hako?)
48. El temible Sumo Sacerdote (恐怖なる大神官 Kyōfu naru Daishinkan?)
49. Espíritus de aventura sin fin (果て無き冒険魂 Hatenaki Bōken Damashii?)

### La Enciclopedia de los 30 Sentai
La Enciclopedia de los 30 Sentai (30戦隊大全集 Sanjū Sentai Daizenshu?) es una serie de mini-programas emitidos al final de cada episodio de Bōkenger, que homenajean a cada uno de sus predecesores en la franquicia Super Sentai. En ella, los protagonistas de Bōkenger recordaron cada uno de los 29 equipos anteriores, mencionando varias características de las temporadas antiguas, y llevando ropas y objetos de las temporadas, como los trajes de civiles de alguna temporada concreta. Cuando llegaron a la actualidad de entonces, comenzaron una segunda parte titulada Special Files (スペシャルファイル Supesharu Fairu?) en la que mencionaban hitos de la serie, como el "primer robot de fusión" o el "primer sexto héroe", entre otras. En la última entrega, hicieron un adelanto de los sucesores de Bōkenger, Jūken Sentai Gekiranger.

### Películas
- GōGō Sentai Bōkenger The Movie: The greatest Precious (轟轟戦隊ボウケンジャーTHE MOVIE 最強のプレシャス GōGō Sentai Bōkenjā Za Mūvī Saikyō no Pureshasu?): Estrenada el 5 de agosto de 2006
- GōGō Sentai Bōkenger vs. Super Sentai (轟轟戦隊ボウケンジャー VS スーパー戦隊 GōGō Sentai Bōkenjā Basu Sūpā Sentai?): Película crosover de Bōkengerrealizada para celebrar los 30 años de la franquicia, cuenta con la aparición de personajes de temporadas pasadas. estrenada el 31 de marzo de 2007.

## Reparto
- Satoru Akashi: Mitsuomi Takahashi
- Masumi Inō: Yasuka Saitō
- Sōta Mogami: Masashi Mikami
- Natsuki Mamiya: Chise Nakamura
- Sakura Nishihori: Haruka Suenaga
- Eiji Takaoka: Masayuki Deai
- Morio Makino: Shigeru Saiki
- Mister Voice: Nobuo Tanaka
- DaiKenjin Zubān: Hideyuki Hori
- Sumo Sacerdote Gaja: Hiroo Otaka
- Rey Creador Ryūōn: Junpei Morita
- Soldados Dragonoides Jaryū: Tamotsu Nishiwaki
- Gekkō de las Ilusiones: Banjō Ginga
- Yaiba de la Oscuridad: Takaya Kuroda
- Shizuka del Viento: Mami Yamasaki
- Demonio Furioso Gai: Kenta Miyake
- Gran Bestia Lei: Chihiro Suzuki
- Hyōga: Kenji Hamada
- Narrador/Voz del equipamiento Bōkenger: Shinichirō Ōta

## Temas musicales

### Tema de apertura
- GōGō Sentai Bōkenger (轟轟戦隊ボウケンジャー Gōgō Sentai Bōkenjā?)
  - Letra: Yūho Iwasato
  - Música: Nobuo Yamada
  - Arreglos: Seiichi Kyōda
  - Intérprete: NoB

### Tema de cierre
- Bōkensha ON THE ROAD (冒険者 ON THE ROAD Bōkensha On Za Rōdo?, Aventuras en la carretera)
  - Letra: Yūho Iwasato
  - Música: YOFFY
  - Arreglos: Psychic Lover & Kenichirō Ōishi
  - Intérprete: Psychic Lover